# Wereldkampioenschap basketbal vrouwen 1971
Het WK Basketbal voor vrouwen 1971 is het zesde gehouden wereldkampioenschap basketbal voor vrouwen. Twaalf landen die ingeschreven waren bij de FIBA, namen deel aan het toernooi dat gehouden werd in Brazilië. Het basketbalteam van de Sovjet-Unie werd de uiteindelijke winnaar van het toernooi.

## Eindklassering
| #      | Land              |
| ------ | ----------------- |
| Goud   | Sovjet-Unie       |
| Zilver | Tsjecho-Slowakije |
| Brons  | Brazilië          |
| 4      | Zuid-Korea        |
| 5      | Japan             |
| 6      | Frankrijk         |
| 7      | Cuba              |
| 8      | Verenigde Staten  |
| 9      | Australië         |
| 10     | Canada            |
| 11     | Ecuador           |
| 12     | Malagasië         |

| WK basketbal voor vrouwen 1971 winnaar |
| -------------------------------------- |
| Sovjet-Unie Vierde titel               |